# 磯津村
磯津村（いそつむら）は、1955年（昭和30年）まで愛媛県西宇和郡にあった村である。近隣の町村とともに合併し、新たに保内町となり、地方自治体としては閉鎖した。その後、保内町は2005年（平成17年）八幡浜市と合併、当村域も現在は八幡浜市の一部となっている。
現在の八幡浜市の最北部、伊予灘に面した農漁村であった。

## 地理
現在の八幡浜市の最北部。佐田岬半島の基部北側で、北は伊予灘に面している。背後には山が迫り、南に瞽女が峠を境として宮内村と接する。海岸線に沿って東は喜多郡出海村に、西は西宇和郡伊方村に接している。
当村の付近は中央構造線近くの断層崖海岸が続き、平地は乏しい。磯崎（いさき）集落付近にわずかに、平地がみられ、民家や公共施設もこの付近に集中している。
地名の由来
合併・成立時に主要集落であった磯崎（いさき）、喜木津（ききつ）から一字ずつ取って新たに命名した合成地名。

## 社会

### 集落・地域
集落は、東から磯崎（いさき）、喜木津（ききつ）、喜木津（ききつ）、広早（ひろはや）の3つが主たる集落。道路が整備されるまでは保内側（宇和海側）とは峠道を越えるしかない地域であった。
大字は、磯崎、喜木津、広早。いずれも明治の合併前の旧村。これらは保内町になっても、大字として受け継がれた。
八幡浜市との合併後は保内町を付け大字は略す。
例　八幡浜市保内町磯崎

#### 集落の特徴
- 磯崎

漁村ながら、背後の山麓で柑橘類の栽培も行なわれている。磯崎とその西隣の夢永（むえ）にわずかに水田。磯崎の中心部に役場（合併後保内町支所）・小学校をはじめとした行政・教育施設などが立地している。
- 喜木津

隣の広早ともども柑橘を中心とした農漁村。喜木津浦は吉田藩の唯一の瀬戸内海・伊予灘側に面した港であり、藩の御船場もあった。かつて小学校もあった。
- 広早

広い碆に由来するともいわれる地名。慶長年間以降に喜木津浦から分離したとされる。喜木津よりさらに小規模な農漁村。

### 行政
役場
大字磯崎におかれていた。合併後保内町支所となる。

### 人口・世帯数
- 1904年（明治37年）　454戸、2215人
- 1921年（大正10年）　433戸、2280人
- 1940年（昭和25年）　445戸、2171人
- 参考　2020年（令和2年）　225世帯、512人[3]

### 教育
村の当時は小学校2、中学校1があり、中学校は昭和50年に統合のためなくなったものの、小学校は保内町になっても維持されていた。しかしながら、少子化は止まらず八幡浜市との合併と相前後して閉校。旧当村域に小中学校ともなくなった。
- 磯崎小学校　村立→保内町立→八幡浜市立となり2007年（平成19年）宮内小学校に統合。
- 喜木津小学校　村立→保内町立となり八幡浜市との合併と同時期の2005年（平成17年）3月宮内小学校に統合、閉校。
- 磯崎中学校　1975年（昭和50年）川之石中学校・宮内中学校とともに保内中学校に統合[4]。

## 歴史
古代〜中世
- 磯崎は摂津氏入国の際の上陸地であり、八幡浜南方摂津安親の所領地であった。天正16年の浅野長吉の検地によると、磯崎浦442石との記録がある。

藩政期
- 宇和島藩領。
- 1662年（寛文2年） - 宇和島藩と吉田藩との領地の交換により、吉田藩の領地に組み入れられた喜木津と広早とは飛び地となった。
- 1696年（元禄9年） - 当地を含む佐田岬半島の浦々は保内組に属し、川之石浦の雨井（あまい）に町場が形成された。
- 1750年（寛延3年） - 喜木津・広早騒動（農民騒動）。
- 1804年（文化元年） - 二宮敬作、磯津に生まれる[5]。

明治以降
- 1889年（明治22年） - 市制・町村制実施により、磯崎、喜木津、広早（ひろはや）が合併し磯津村となる。西宇和郡に属す。
- 1890年（明治23年） - 大字磯崎に駐在設置さる。
- 1893年（明治26年） - 東の出海村境に金山銅山[6]の開発始まる。大正年間には300人を越える人々が従事していたようだが昭和初期に鉱質低下により閉山となる。
- 1922年（大正11年） - 電灯ともる。
- 1929年（昭和4年） - 磯津郵便局開設。
- 1940年（昭和15年） - 県道川之石磯崎長浜線が開通。
- 1945年（昭和25年） - 八幡浜とのバス路線開設。
- 1955年（昭和30年）3月31日 - 宮内村、川之石町、喜須来村との合併により、保内町となる。

```
磯津村の系譜
（町村制実施以前の村）

磯崎　　━━━┓　　　（明治期）
　　　　　　　┃　　　町村制施行時
喜木津　━━━╋━━━　磯津村　━━━━━━┓
　　　　　　　┃　　　　　　　　　　　　　　┃
広早　　━━━┛　　　　　　　　　　　　　　┃
　　　　　　　　　　　　　　　　　　　　　　┃
　　　　　　　　　　　　    宮内村　　━━━┫　（昭和30年3月31日）
　　　　　　　　　　  　　　川之石町　━━━╋━━　保内町
　　　　　　　　　　　　　　喜須来村　━━━┛

（注記）磯津村ほかの合併まで、及び保内町の平成の合併の系譜については、それぞれの町村の記事を参照のこと。

```

## 産業
農産物では、米、麦、甘藷、櫨、ウンシュウミカン、甘夏柑などの柑橘類を産する。水利には恵まれない。
漁業　磯海岸が続き漁港の整備は後年になってからのことである。

## 交通
鉄道は通っていなかった。今日の予讃線（海岸まわり）のルートについて、隣村の日土村経由の構想もかつてはあった。
東の長浜とのバス路線があった。

## 出身者
- 二宮敬作 - 磯崎出身。記念公園がある。

## 名所
- 夢永海水浴場